# Nouveau journal d'une femme en blanc
Pour plus de détails, voir Fiche technique et Distribution.
Nouveau journal d'une femme en blanc (distribué en province sous le titre Une femme en blanc se révolte) est un film français de Claude Autant-Lara, sorti en 1966. Il s'agit d'une suite de Journal d'une femme en blanc, sorti l'année précédente. Marie-José Nat, actrice principale du précédent film, n'ayant pas repris son rôle, est remplacée par Danielle Volle.

## Synopsis
Préparant sa thèse de gynécologie, Claude Sauvage, sur les instances d'un médecin de village, Vincent Ferrière, accepte de le remplacer pour quelques jours. Durant ce laps de temps, elle prend sur elle de faire avorter l'institutrice, qui a peur d'accoucher d'un enfant handicapé. Mais une lettre anonyme la dénonce, et son procès a lieu…

## Fiche technique
- Titre original : Nouveau journal d'une femme en blanc
- Titre alternatif : Une femme en blanc se révolte
- Réalisation : Claude Autant-Lara, assisté de Jean-Marie Poiré
- Scénario : Jean Aurenche, d'après le roman d'André Soubiran
- Décors : Max Douy
- Photographie : Michel Kelber
- Son : Gérard Brisseau
- Montage : Madeleine Gug
- Musique : Michel Magne
- Production : Claude Autant-Lara, Ghislaine Autant-Lara, Alain Poiré
- Sociétés de production : Gaumont, SOPAC
- Société de distribution : Gaumont
- Pays d’origine :  France
- Langue originale : français
- Format : couleur — 35 mm — Son mono
- Genre : drame
- Durée : 115 minutes
- Dates de sortie : 
  - France - 25 mars 1966

## Distribution
- Danielle Volle : Claude Sauvage
- Michel Ruhl : Jacques Ferrière
- Josée Steiner : Simone Valin
- Sophie Leclair : la femme du puisatier
- Claude Titre : Dr Vincent Ferrière
- Bernard Dhéran : le brigadier de gendarmerie
- Hélène Tossy : Catherine
- Michèle Varnier : Chantal
- Georges Claisse
- Jean-Pierre Honorat
- Elisabeth Kaza
- Albert Michel
- Bernard Musson
- France Noëlle
- Liliane Ponzio
- Pierre Tornade
- Jean Valmont

## Autour du film
- C'est le premier film où Jean-Marie Poiré apporte sa contribution, en tant qu'assistant réalisateur, ce qui lancera sa carrière dans le cinéma.
- Alors que Journal d'une femme en blanc avait été un succès commercial, ce film est un échec du notamment au fait que Marie-Josée Nat ait refusé de reprendre son rôle.